# محوطه گندآب
محوطه گندآب مربوط به دوره اشکانیان - دوره ساسانیان است و در شهرستان گیلانغرب، بخش مرکزی، دهستان حومه، ۸۰ متری شمال روستای گناوه واقع شده و این اثر در تاریخ ۲۶ اسفند ۱۳۸۷ با شمارهٔ ثبت ۲۵۷۰۵ به‌عنوان یکی از آثار ملی ایران به ثبت رسیده است.